# Нольде
Нольде (нем. von Nolde) — баронский род.

## Происхождение и история рода
Происходит из Гессена и во второй половине XV в. переселился в Курляндию. Одна ветвь этого рода с 1848 г. именуется Нольде-Старченко. Род Нольде внесен в дворянский матрикул Курляндской губернии и в V часть родословной книги Тульской губернии.

## Известные представители рода
- Нольде, Александр Эмильевич (1873—1919) — русский учёный-юрист.
- Нольде, Борис:[править]  -  Нольде, Борис Александрович (1885—1936) — барон, морской офицер, полярный исследователь.
  -  Нольде, Борис Эммануилович (1876—1948) — юрист-международник, историк.
- Нольде, Михаил Романович (1847—1902) — генерал-лейтенант русской императорской армии.
- Нольде, Эмиль (1867—1956) — немецкий художник-экспрессионист.
- Нольде, Эммануил Юльевич (1854—1909) — государственный деятель.
- Эдуард фон Нольде (1849—1895) — немецкий ориенталист и путешественник.

## Описание герба
В черном поле три золотых саранчи.
Щит увенчан повернутым некоронованным дворянским шлемом. Нашлемник — обнаженный торс мавританки, без рук, в золотой чалме с развивающимися в стороны завязками. Намет черный с золотом.